# Sweet Home (série de televisão)
Sweet Home é uma série de televisão sul-coreana de terror apocalíptico lançada em 2020, estrelada por Song Kang, Lee Jin-wook e Lee Si-young. A produção é baseada no webtoon homônimo de Kim Carnby e Hwang Young-chan publicado na Naver, que registrou mais de 2,1 bilhões de visualizações líquidas.
A primeira temporada foi lançada na Netflix em 18 de dezembro de 2020. A segunda temporada foi lançada em 1 de dezembro de 2023. A terceira e última temporada foi lançada em 19 de julho de 2024.